# USS Isherwood (DD-520)
L'USS Isherwood (codice alfanumerico DD-520) è stato un cacciatorpediniere appartenente alla United States Navy, unità della classe Fletcher. Costruito nel corso del 1942-1943, combatté sul fronte del Pacifico durante la seconda guerra mondiale, subendo danni gravi nel corso della battaglia di Okinawa. Riparato e tornato in servizio, l'8 ottobre 1961 fu venduto alla Marina de Guerra del Perú che lo ribattezzò BAP Guise (con nuovo pennant number DD-72), in onore del viceammiraglio Martín Guise. Il Perù ne fece uso fino al 1981.

## Storia
Entrato in servizio nella primavera 1943, l'Isherwood combatté nell'Atlantico e poi nell'Pacifico durante la seconda guerra mondiale, partecipando alla battaglia all'invasione delle Filippine a poi alla battaglia di Okinawa.
Dopo aver svolto alcuni lavori di modernizzazione, in base al Military Assistance Programm (MAP), un programma di assistenza militare ai paesi dell'America Latina, l'8 ottobre 1961 fu trasferito in prestito temporaneo alla marina militare peruviana. Nel 1971 la nave prese parte ad esercitazioni antisommergibile in acque territoriali nazionali, tra Ilo e Matarani, assieme al cacciatorpediniere Villar e alla fregata Aguirre e a tre sommergibili peruviani, quando fu registrata la presenza in zona di un quarto sommergibile di nazionalità sconosciuta. Dopo aver richiesto l'autorizzazione al comando navale di Lima, prima il Villar e poi la fregata Aguirre attaccarono il sommergibile con bombe di profondità, apparentemente senza successo.
La nave fu definitivamente acquistata, insieme alla gemella Villar, il 15 gennaio 1974, e l'anno successivo fu sottoposta a lavori di ammodernamento che comportarono l'installazione di una piattaforma per l'appontaggio degli elicotteri antisommergibili Agusta-Bell AB 212 ASW. L'unità  prestò servizio fino al 1981, e dopo la radiazione fu usata come nave bersaglio per il lancio di un missile superficie-superficie MM-38 Exocet da parte del cacciatorpediniere lanciamissili Ferré prima di essere definitivamente demolito.

### Annotazioni
1. ↑  Pubblicato nel diario La Segunda de Santiago il 3 agosto 2007, autrice la storica Patricia Arancibia, nell'articolo Chile – Perú, Una década en tensión (1970–1979).
2. ↑  Secondo alcune fonti si trattava del sommergibile cileno SS-20 Thompson, che riuscì a rientrare a Talcahuano con morti e feriti a bordo.
3. ↑  Per consentire l'ammodernamento delle due unità in servizio la marina peruviana acquistò il 26 luglio 1974 i cacciatorpediniere USS Terry e USS La Vallette, che furono cannibalizzati per fornire parti di ricambio.

### Fonti
1. ↑  Silverstone 2008, p. 73.
2. ↑  USS Benham